# モルテン・オーグハイム
モルテン・オーグハイム（Morten Ågheim、1980年7月20日 - ）はノルウェー、ヌールラン県ラナÅga地区出身の元スキージャンプ選手。

## プロフィール
1997年11月29日にリレハンメルでスキージャンプ・ワールドカップにデビューし22位となった。
翌1998-1999シーズンが彼のベストシーズンで、ワールドカップでは自己最高位の4位となるなど総合でも16位、ノルウェー選手権のノーマルヒルでは優勝し、1999年ノルディックスキー世界選手権にも出場、団体戦6位となった。
しかし翌年以降成績が伸びず、2001-2002シーズンの終了後、21歳で現役を退いた。